# Gelato (singel)
Gelato – utwór muzyczny wykonywany przez polskiego rapera Taco Hemingwaya, pochodzący z jego szóstego albumu studyjnego 1-800-Oświecenie (2023). 17 sierpnia 2023 wraz z utworem „Makarena Freestyle” został wydany przez wytwórnię 2020 jako promujący go podwójny singel. Został wyprodukowany przez Rumaka.

## Odbiór krytyczny
Maja Kozłowska z portalu Vibez nazwała utwór „letniaczkiem” i pochwaliła jego tekst, w którym znalazła nawiązania do singla Taco Hemingwaya „Nostalgia” (2017). Niko Graczyk z portalu Noizz.pl skrytykował utwór, pisząc: „jest po prostu muzycznie niesmaczny, bo bardzo nieświeży, wtórny i nieumywający się np. do świetnych letnich tracków z wakacyjnej płyty Taco Pocztówka z WWA, lato ’19”. Michał Jarecki z serwisu Spider’s Web napisał, że „całość jest do bólu nudnym, mdłym muzycznie i mizernym tekstowo «letniaczkiem»”.

## Teledysk
Teledysk do „Gelato” został napisany i wyreżyserowany przez partnerkę Taco Hemigwaya, Igę Lis. Jego premiera w serwisie YouTube odbyła się 17 sierpnia 2023 o północy, równocześnie z utworem. Przez pierwszą dobę od premiery zanotował ponad 800 tysięcy wyświetleń. Lis wyjaśniła, że teledysk był dla niej jak „podróż do czasów dziecięcej beztroski”. Jego akcję osadziła na Pomorzu. Zdjęcia odbywały się między innymi w Lunaparku Sowińskim we Władysławowie. W wideoklipie wystąpili gościnnie muzycy: @atutowy, Gruby Mielzky, Otsochodzi, Rado Radosny (z zespołu Dwa Sławy), Young Igi, Pers, Zeppy Zep i producent utworu, Rumak.
Niko Graczyk z portalu Noizz.pl nazwał teledysk „wyjątkowo estetycznym i nostalgicznym”. Jakub Wojakowicz z Rytmy.pl wskazał w nim na nawiązania do teledysku Taco Hemingwaya „Deszcz na betonie” (2016), do wizerunku Edyty Bartosiewicz z lat 90. i MF Dooma, do utworu Grzegorza Turnau „Cichosza” oraz do sceny z serialu telewizyjnego Sukcesja (2018–2023).

## Pozycje na listach przebojów

### Listy krajowe
| Notowanie                | Najwyższa pozycja | Źr.    |
| ------------------------ | ----------------- | ------ |
| Billboard Poland Songs   | 2                 | [ 12 ] |
| OLiS – single w streamie | 2                 | [ 13 ] |

### Listy popularności w serwisach cyfrowych
| Serwis                         | Najwyższa pozycja | Źr.    |
| ------------------------------ | ----------------- | ------ |
| Spotify (notowania dzienne)    | 1                 | [ 14 ] |
| Spotify (notowania tygodniowe) | 1                 | [ 15 ] |

### Listy radiowe
| Stacja                | Notowanie                    | Najwyższa pozycja | Źr.    |
| --------------------- | ---------------------------- | ----------------- | ------ |
| Polskie Radio Olsztyn | Raga Top                     | 27                | [ 16 ] |
| Polskie Radio RDC     | Parada Przebojów             | 10                | [ 17 ] |
| Radio 357             | Lista przebojów Radia 357    | 15                | [ 18 ] |
| Radio Eska            | Rap 20                       | 1                 | [ 19 ] |
| Radio Poznań          | Lista przebojów Radia Poznań | 5                 | [ 20 ] |
| RMF Maxx              | Hop Bęc                      | 7                 | [ 21 ] |

## Certyfikaty sprzedaży
| Certyfikat         | Liczba egzemplarzy | Data                 |
| ------------------ | ------------------ | -------------------- |
| złota płyta        | 25 000             | 4 października 2023  |
| platynowa płyta    | 50 000             | 18 października 2023 |
| 2× platynowa płyta | 100 000            | 20 listopada 2023    |

## Personel
Opracowano na podstawie metadanych w serwisie Tidal.
- Taco Hemingway – rap, śpiew, słowa
- Maciej „Rumak” Ruszecki – muzyka, produkcja muzyczna
- Rafał Smoleń – miksowanie, mastering